# Trichoclea postica
Trichoclea postica är en fjärilsart som beskrevs av Smith 1891. Trichoclea postica ingår i släktet Trichoclea och familjen nattflyn. Inga underarter finns listade i Catalogue of Life.